# Ludovico Carracci

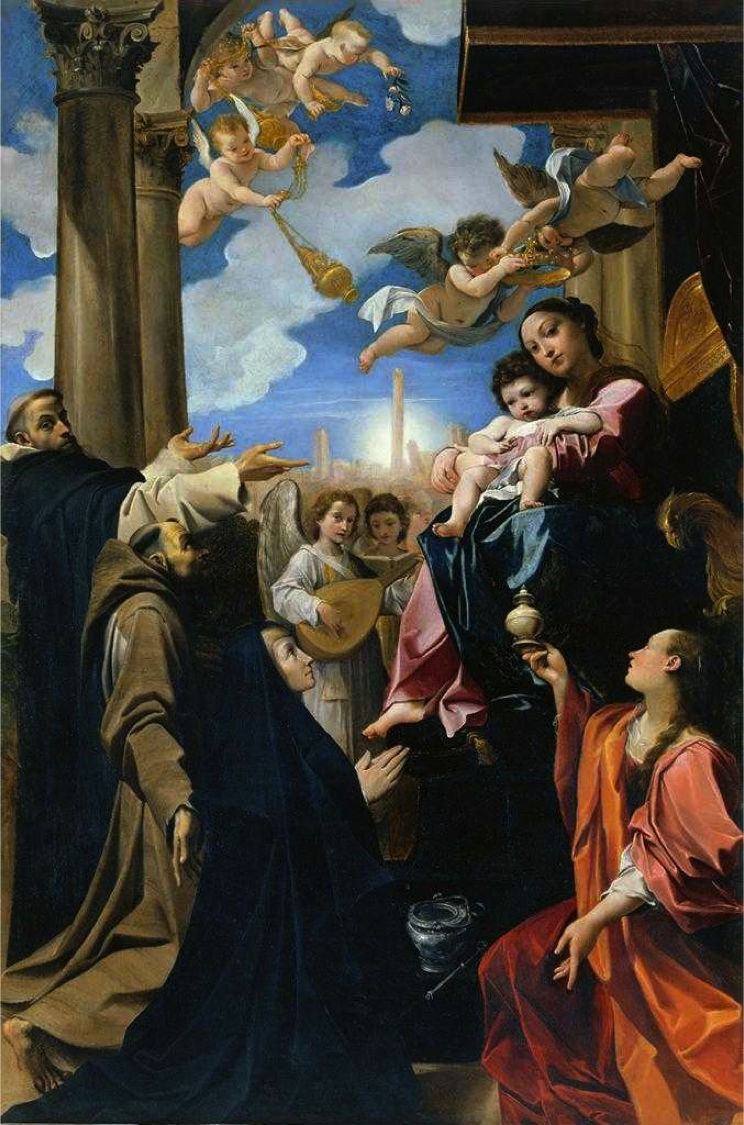
Madonna Bargellini (1588)

Ludovico (ou Lodovico) Carracci (Bolonha, 21 de abril de 1555 — Bolonha, 13 de novembro de 1619) foi um pintor, gravador e impressor italiano da família Carracci, do começo do Barroco.
Ludovico foi aluno de Prospero Fontana, em Bolonha e viajou para Florença, Parma e Veneza, antes de voltar a sua cidade natal. Junto com seus primos, Annibale e Agostino Carracci, Ludovico, em 1585, foi fundador e diretor (caposindaco) da chamada Accademia degli Incamminati, que era na verdade um estúdio com assistentes-aprendizes. O estúdio revelou vários novos artistas e ajudou a desenvolver a chamada Escola da Bolonha no final do século XVI, que incluía Albani, Guercino, Sacchi, Reni, Lanfranco e Domenichino.
Os Carracci focavam seus estudos na observação da natureza e nas poses naturais. Ludovico especificamente ajudou no treinamento de Giacomo Cavedone. Eles revigoraram a arte italiana, especialmente a arte do afresco.
Ludovico Carracci morreu em Bolonha, em 1619.